# Bernard Ptak
Bernard Adam Ptak (Mościszki; 9 de Agosto de 1954 — ) é um político da Polónia. Ele foi eleito para a Sejm em 25 de Setembro de 2005 com 7023 votos em 36 no distrito de Kalisz, candidato pelas listas do partido Samoobrona Rzeczpospolitej Polskiej.